# Lucius Cornelius Balbus
Pour les articles homonymes, voir Cornelius Balbus.
Lucius Cornelius Balbus, natif de Gadès en Espagne vers 100 av. J.-C., est une personnalité de la fin de la République romaine. Il acquiert la citoyenneté romaine en 72 av. J.-C. et devient consul suffect en 40 av. J.-C..
Il appartient à une puissante famille d'origine punique enrichie par le commerce. Il mérite par ses services rendus à Pompée le titre de citoyen romain en 72 av. J.-C. Ce titre lui ayant été contesté, Cicéron prononce en sa faveur un discours que nous possédons encore. Sa carrière remarquable comme homo novus en fait un précurseur de l'intégration des élites provinciales dans le monde politique romain, devenant le premier provincial à atteindre le consulat.

## Famille
Le nom d'origine de Balbus avant son intégration dans la citoyenneté romaine n'est pas connu. Il est originaire de Gadès, l'actuelle Cadix, port prospère rallié à Rome durant la deuxième guerre punique, début d'une relation privilégiée entre cette cité et Rome. Selon Cicéron, il appartient à une des familles « les plus distinguées de la ville ». Il naît vers 100/97 av. J.-C.
Il a un neveu, Lucius Cornelius Balbus Minor, lui aussi partisan de Jules César, et qui est le premier provincial et le dernier simple citoyen à avoir le privilège d'un triomphe à Rome en 19 av. J.-C. Il est aussi le premier provincial admis dans le collège des pontifes,.

## Biographie

### Débuts pro-romains
Balbus s'engage en 75 av. J.-C. dans les armées de Pompée qui mène la guerre contre Quintus Sertorius. Il se fait remarquer par ses qualités lors de deux batailles sous le commandement de Quintus Caecilius Metellus Pius et de Caius Memmius, beau-frère de Pompée. Il se lie d'amitié avec Lucius Cornelius Lentulus Crus, qui le présente à Pompée. Après le rétablissement de la paix en 72 av. J.-C., celui-ci lui décerne le titre de citoyen romain pour ses services rendus,. Il est probable que Balbus prit alors le prénom Lucius et le gentilice Cornelius de son parrain. Sa richesse a le niveau suffisant pour qu'il soit inscrit à l'ordre équestre.

### Au service de César
Balbus fait la connaissance de Jules César dans sa jeunesse, probablement en 69 av. J.-C. lors de la questure de César, durant laquelle ce dernier séjourne à Gadès.
De retour en Espagne en 62 av. J.-C. comme préteur, César confie à Balbus la fonction de praefectus fabrum (préfet des ouvriers), chargé de la logistique et de l'intendance de la première campagne de César. À son retour à Rome, César est accompagné de Balbus, qui fait désormais partie de son cercle d'hommes de confiance qui préparent sa montée politique. Ami de Pompée, Balbus prend part à l'organisation du premier triumvirat, et contacte Cicéron pour qu'il s'y associe, mais Cicéron reste sur la réserve.
Après son consulat en 59 av. J.-C., Jules César charge Balbus de la gestion de ses affaires pendant son absence en Gaule. Durant cette absence, Balbus continue d'agir pour maintenir de bonnes relations entre César et Cicéron, et soutient les demandes de postes dans l'armée de César que formule Cicéron pour son frère Quintus et son ami Trebatius Testa.
En 56 av. J.-C., les adversaires politiques de César l'attaquent indirectement en visant Balbus, ils font contester sa citoyenneté romaine pour un vice de droit complexe, affirmant que le statut d'alliance de Gadès avec Rome rend impossible cette naturalisation. Balbus est défendu par Pompée, Crassus et par Cicéron, qui parle en dernier et prononce son Pro Balbo. La contestation est rejetée.
Lorsque le triumvirat se délite, avec la mort de Julia en 54 av. J.-C., fille de César et épouse de Pompée, puis celle de Crassus en 53 av. J.-C., et que la situation politique à Rome devient plus tendue, Balbus renforce la confidentialité de ses échanges avec César : il effectue des aller-retours en Gaule pour des entrevues directes tandis qu'ils communiquent par des courriers en partie cryptés.
L'année 50 av. J.-C. voit le commencement de la crise ouverte entre César et ses adversaires au Sénat. César achète des appuis à Rome en épongeant les dettes du tribun de la plèbe Curion et en finançant la réfection de la basilique Æmilia menée par le consul Lucius Aemilius Paullus. Rappelant que Cicéron s'inquiète du remboursement de dettes contractées auprès de César qui pourrait lui réclamer « l'homme de Tartessos », c'est-à-dire Balbus, Françoise des Boscs-Plateaux voit dans Balbus l'intermédiaire des brassages d'argent effectués pour le soutien de César. Son action ne se limite pas à ce rôle de banquier occulte, il multiplie les contacts politiques, rencontre Mettelus Scipion, beau-père de Pompée et adversaire de César, appuie la demande de Cicéron pour que le Sénat lui accorde une supplicatio d'action de grâces pour ses succès militaires en Cilicie et remet au pas Curion qui s'y oppose.
Pendant la période des guerres civiles entre 49 et 45 av. J.-C., César laisse Balbus et Caius Oppius, un autre chevalier, gérer les affaires à Rome. Ce rôle d'éminence grise transparaît dans des lettres de Cicéron : ainsi celui-ci prie-t-il Atticus d'intervenir en sa faveur auprès de Balbus, pour lui permettre de regagner Rome. Pardonné par César, il s'adresse ensuite à Balbus lorsqu'il veut obtenir une grâce pour Cecina, un ancien pompéien temporairement autorisé à résider en Sicile « comme tout me montrait que César ratifiait d'ordinaire ce qu'avaient fait Balbus et Oppius en son absence, je les ai entrepris énergiquement pour qu'ils m'accordent pour toi la permission de rester en Sicile ». Cicéron sollicite de même Balbus en faveur d'anciens opposants de César. Le rôle de Balbus ne se limite pas à celui de médiateur : il assure la gestion des finances de César en son absence. Lorsqu'en 45 av. J.-C., le banquier Cluvius décède et lègue ses biens à Cicéron, à César et à deux autres légataires, Balbus liquide cet héritage et le partage des biens, en accord avec César. Enfin dès son retour définitif à Rome en septembre 45, César s'enferme pour passer en revue sa comptabilité, avec Balbus selon la supposition de Cicéron.
Si son état de santé, une douleur au pied identifiée par les historiens comme une crise de goutte, empêche Balbus de prendre une part active à la préparation des festivités organisées pour le retour à Rome de César, il reste auprès de lui-même dans les occasions officielles. Son influence est dénoncée lors d'une maladresse qui rend César impopulaire : alors qu'une délégation de sénateurs vient lui présenter une série de décrets pris en son honneur, César reste assis, au lieu de se lever comme le veut le respect dû au Sénat. Tandis que Suétone suppose que Balbus a pu retenir César, Plutarque plus catégorique affirme que Balbus l'a incité à manifester ainsi sa supériorité.

### Avec Octave
Après l'assassinat de César aux Ides de Mars, Balbus est selon Cicéron impopulaire et malade, souffrant d'accès de goutte. Il prend du recul et séjourne en Campanie, où il rencontre le 19 avril 44 av. J.-C. le jeune Octave qui revient de Grèce pour faire valoir les dispositions du testament de César qui font de lui son fils adoptif et un de ses héritiers. Balbus accompagne Octave à Rome, et tient régulièrement Cicéron au courant des événements.
Balbus semble suivre le cursus honorum : on trouve des monnaies en provenance de Gaule à l'effigie du triumvir Octavien, portant au revers la mention « BALBVS PROP », ce qui indique que Balbus a été préteur à une date inconnue, puis propréteur en Gaule en 41 av. J.-C..
À la fin de l'année 40 av. J.-C., Octavien et Marc Antoine destituent les consuls et les préteurs en titre, et nomment deux consuls suffects, dont Balbus, pour les quelques jours qui restent dans l'année. Balbus devient ainsi le premier provincial à obtenir cette magistrature, quoique de façon secondaire, mais dont Pline l'Ancien souligne le prestige.
La date de sa mort n'est pas connue. En 32 av. J.-C., il est au chevet de Pomponius Atticus mourant, on ne sait plus rien sur lui passé cette date.
Selon l'historien Dion Cassius, il surpasse tellement en richesses et en munificence les hommes de son temps, qu'en mourant il lègue aux Romains environ vingt-cinq drachmes par tête. Tacite juge qu'il est le premier chevalier que la volonté d'un homme, Jules César, érige en négociateur de la paix et en arbitre de la guerre.